# Achrik Cwejba
Achrik Sokratowicz Cwejba, ros. Ахрик Сократович Цвейба (ur. 10 września 1966 w Gudaucie, Abchazja) – rosyjski piłkarz pochodzenia abchaskiego, grający najczęściej na pozycji obrońcy, reprezentant Związku Radzieckiego, WNP, Ukrainy i Rosji.

## Kariera piłkarska

### Kariera klubowa
Karierę zawodniczą zaczynał jako zawodnik szkoły piłkarskiej w Gudaucie. Następnie występował w Dinamie Suchumi, SKA Chabarowsk i Dinamie Tbilisi. W 1990 trafił do Dynama Kijów i jeszcze w tym samym sezonie zdobył Mistrzostwo ZSRR oraz Puchar ZSRR. Z Dynama odszedł do KAMAZ-u Nabierieżnyje Czełny, w którym występował przez jeden sezon. 3 lata spędził w Japonii, w zespole Gamba Osaka. Przez jeden sezon grał w Ałanii Władykaukaz. Po rocznym pobycie w chińskim Qianwei Huandao na stałe powrócił do ligi rosyjskiej. Występował w Urałanie Elista i Dinamie Moskwa, w którym zakończył karierę.

### Kariera reprezentacyjna
Jako zawodnik Dynama Kijów 22 lutego 1990 zadebiutował w reprezentacji Związku Radzieckiego w spotkaniu towarzyskim z Kostaryką wygranym 2:1. Łącznie rozegrał 18 gier reprezentacyjnych i strzelił 1 gola.
W 1992 (już w barwach reprezentacji WNP) uczestniczył w mistrzostwach Europy w Szwecji.
Również w 1992 rozegrał 1 mecz w reprezentacji Ukrainy.
W 1997 na krótko powrócił do występów reprezentacyjnych jako zawodnik reprezentacji Rosji. Rozegrał w niej 8 meczów. We wszystkich reprezentacjach zaliczył 33 występy, strzelił 2 bramki.

## Kariera trenerska
W 2003 pełnił funkcję selekcjonera w Torpedo-Metallurg Moskwa.

## Nagrody i odznaczenia

### Sukcesy klubowe
- mistrz ZSRR: 1990.
- wicemistrz Ukrainy: 1992.
- zdobywca Pucharu ZSRR: 1990.

### Odznaczenia
- tytuł Mistrza Sportu ZSRR.